# أودري ستوكس
أودري دوريس جونز (ستوكس قبل الزواج، حاصلة على زمالة معهد الفيزياء وفيزيائية معتمدة)؛ (15 سبتمبر 1923 - 26 سبتمبر 2006) هي عالم مواد إنجليزية ومحاضر في قسم الصوتيات التطبيقية في جامعة سالفورد. قدمت مساهمات مهمة في نظرية تأثير جونسن- راهبك والتوصيل الكهربائي والحراري لأشباه الموصلات والمقاومة الحرارية لعزل المباني. هي الابنة الوحيدة لفريدريك ستوكس، مدير عام في شركة لسماسرة السفن، وتلقت تعليمها في مدرسة كولستون للفتيات في بريستول. في عام 1942، حصلت على منحة دراسية لدراسة العلوم الطبيعية في كلية نيونهام بجامعة كامبريدج.
تخرجت ستوكس في عام 1946 بدرجة البكالوريوس وانضمت إلى شركة ميتروبوليتان فيكرز في ترافورد، حيث أصبحت متدربة متخرجة في قسم الأبحاث. منذ عام 1953، نشرت سلسلة من الأبحاث حول التوصيل الحراري والكهربائي لأشباه الموصلات. أثبتت وجود تأثير جونسن- راهبك واقترحت نموذجًا كهربائيًا لتفسير البيانات. في ديسمبر 1962، انتُخبت زميلة في معهد الفيزياء، وفي العام التالي، غادرت متروبوليتان فيكرز للعمل محاضرًا في قسم الفيزياء النظرية والتطبيقية في الكلية الملكية للتكنولوجيا المتقدمة، سالفورد، التي أصبحت جامعة سالفورد في عام 1967.
في عام 1975، نشرت ستوكس مع جون إدوين باروت كتابًا مدرسيًا حظي بردود فعل إيجابية استعرض نظرية الموصلية الحرارية في المواد الصلبة وأشباه الموصلات والبيانات التجريبية حولها. بحلول عام 1979، عملت محاضرًا في قسم الصوتيات التطبيقية في سالفورد، وفي العام التالي، أصبحت مسؤولة عن مختبر الحرارة في القسم. حصل المختبر على دعم من مجلس بحوث العلوم والهندسة ومؤسسة أبحاث المباني ومنح أخرى. مولت هذه المنح دراسات للبحث في كفاءة المواد العازلة. قادت فريقًا للحصول على بيانات تجريبية من شأنها أن تسمح للبناة بحساب مستوى قياسي من العزل. في عام 1982، قدمت برنامجًا تلفزيونيًا للجامعة أظهر فائدة هذه النماذج البسيطة للتوصيل الحراري. تقاعدت من الجامعة في سبتمبر 1988 وتوفيت بعد إصابتها بمرض لفترة طويلة في دار لرعاية المسنين في أورمستون، ترافورد.

## نشأتها
ولدت ستوكس في 15 سبتمبر 1923 في بريستول، إنجلترا، وهي الابنة الوحيدة لفريدريك ستيفن ستوكس وبياتريس ماي (كوجان قبل الزواج). تزوج والداها في 8 يناير 1916 في كنيسة سانت جون المعمدانية في بيدمينستر، بريستول. عمل والدها لدى شركة بيثيل غوين، في شارع بالدوين ستريت 11، بريستول، وهي شركة سمسرة سفن تتعامل بشكل أساسي مع التجارة الأسترالية. خلال الحرب العالمية الأولى، تطوع رقيبًا في كتيبة مدينة بريستول، وفي 27 يونيو 1917، جرى تكليفه في فوج وارويكشاير الملكي برتبة ملازم ثاني. توقف عن مهمته في 22 يونيو 1918 بعد أن مرض أثناء أداء الخدمة.
بعد الحرب، عاد والد ستوكس إلى بيثيل غوين، وفي مارس 1953، انتُخب رئيسًا لجمعية مالكي السفن البخارية في بريستول. انتُخب زميلًا في معهد سماسرة السفن المعتمدين في عام 1945، وفي أغسطس 1953، انتُخب رئيسًا لقسم بريستول في المعهد في خمسينيات القرن العشرين. عمل أمينًا عامًا لفرقة آبسلي بلايرز الموسيقية في بريستول. في سبتمبر 1956، تقاعد من بيثيل غوين بعد ثمانية وأربعين عامًا من الخدمة.
تلقى شقيق ستوكس الأكبر، جاك ستيفن، تعليمه في مدرسة ميريوود للقواعد في نولي، بريستول، ودرس الهندسة الكهربائية في كلية ميرتشانت فينتشوررز التقنية، بريستول. خلال الحرب العالمية الثانية، خدم برتبة عريف في كلية تدريب خدمات الطيران رقم 34 التابعة لسلاح الجو الملكي، في محطة ميدسن هات التابعة للقوات الجوية الملكية الكندية في ألبرتا، كندا. في نهاية الحرب، تولى منصب أمين الصندوق وكاتب الأجور في كريستي بروذرز، وهي شركة هندسية يقع مقرها في باور أشتون جنوب غرب بريستول، تعاقدت مع شركة نورث سومرست لتوريد الكهرباء.

## تعليمها
تلقت ستوكس تعليمها الابتدائي في مدرسة ميريوود الابتدائية في نويل، بريستول. في يونيو 1934، حصلت على منحة دراسية داخلية تأسيسية لمدرسة ريد ميدز في ويستبري أون تريم. درست في مدرسة كولستون للفتيات في مونبلييه، بريستول، حيث حصلت في يوليو 1942 على شهادة المدرسة العليا في العلوم الطبيعية بدرجة الامتياز في الكيمياء. حصلت على منحة فايفر في كلية بيدفورد بجامعة لندن، ومنحة غامبل من المدرسة بقيمة 50 جنيهًا إسترلينيًا سنويًا (ما يعادل 2500 جنيهًا إسترلينيًا في عام 2021)، والتي يمكن بها الالتحاق بجامعات أكسفورد وكامبريدج ولندن ومدرسة لندن للطب للنساء.
مع ذلك، بدلًا من الحصول على المنحة الدراسية في بيدفورد، التحقت ستوكس بكلية نيونهام في جامعة كامبريدج، لدراسة العلوم الطبيعية. في عام 1946، تخرجت بدرجة البكالوريوس، وانتُخبت طالبة في الجمعية الفيزيائية بلندن في العام نفسه. في عام 1950، انتُخبت في كامبريدج عضوًا مشاركًا في معهد الفيزياء حيث حصلت على درجة الماجستير. في عام 1969، عادت إلى كامبريدج لإكمال درجة الدكتوراه، وبعد ذلك، انتُخبت لعضوية مجلس أمناء الجامعة.

## مسيرتها المهنية
بعد مغادرة كامبريدج، انضمت ستوكس إلى شركة متروبوليتان فيكرز فيترافورد، مانشستر الكبرى، حيث عملت متدربًا متخرجًا في قسم الأبحاث. متروبوليتان فيكرز هي شركة بريطانية للصناعات الثقيلة، عُرفت بتصنيع المعدات الكهربائية والمولدات وإضاءة الشوارع والإلكترونيات. كان للشركة موقف هندسي إيجابي تجاه النساء. على سبيل المثال، عندما انضمت ستوكس إلى الشركة، تولى بيرل دينت قسم الحساب وأشرف على فريق المختبر الذي بحث في الخصائص الفيزيائية لأشباه الموصلات. تعاون دينت مع ستوكس في أول ورقة بحثية منشورة حول تأثيرات التسخين التي تحدث عند مرور تيار عبر أشباه الموصلات. اقترح دينت طرقًا لحل المعادلات وحساب التكاملات العددية.
منذ عام 1953، نشرت ستوكس سلسلة من الأبحاث حول التوصيل الحراري والكهربائي لأشباه الموصلات. في إحدى هذه الورقات، بحثت في القوة الكهروستاتيكية التي تنشأ بين الألواح المصقولة لأشباه الموصلات والمعادن عند وضعها على التماس والجهد المطبق (القوة الحرة التي تتجمع بين أشباه الموصلات والأسطح المعدنية). تُعرف قوة الجذب هذه بتأثير جونسن- راهبك، وتتناسب مع مربع الجهد المطبق. صنعت ستوكس معشق يتكون من صفيحة من أورثوتانات المغنيسيوم، وهو أشباه موصلات خزفية صلبة، تُفرك على لوحة فولاذية مصقولة للغاية. أثبتت وجود التأثير واقترحت نموذجًا للدائرة الكهربائية لشرح البيانات. وجدت كذلك أن الكشط على أسطح التماس تسبب في انخفاض القوة مع زيادة عدد العمليات.
في 4 ديسمبر 1962، انتُخبت ستوكس زميلًا في معهد الفيزياء، وغادرت متروبوليتان فيكرز في العام التالي للعمل محاضرًا في قسم الفيزياء النظرية والتطبيقية في الكلية الملكية للتكنولوجيا المتقدمة، سالفورد، التي أصبحت جامعة سالفورد في عام 1967. في عام 1975، نشرت ستوكس مع جون إدوين باروت كتابًا مدرسيًا استعرض البيانات النظرية والتجريبية حول الموصلية الحرارية في المواد الصلبة وأشباه الموصلات. عمل باروت عالمًا في مختبر أبحاث الديرماستون كورت التابع لشركة أسوسييتد إليكتريكال إندستريز (الشركة القابضة لمتروبوليتان فيكرز آنذاك)، وبعد ذلك، أستاذ فيزياء في جامعة ويلز، كارديف. في عام 1956، حصل على درجة الدكتوراه من جامعة ريدينغ عندما أجرى دراسة حول الخصائص الحرارية والكهروحرارية لأشباه الموصلات. استعرض أستاذ الفيزياء، بول غوستاف كليمنز، في جامعة كونيتيكت الكتاب وقت نشره وذكر أنه «فريد وقيم للغاية؛ فالمسألة النظرية صعبة للغاية، ولا يوجد كمثل هذا الموجز أو ما يضاهيه في التقريبات المفيدة والنتائج البارزة».
بحلول عام 1979، أصبحت ستوكس محاضرًا في قسم الصوتيات التطبيقية في سالفورد، وفي العام التالي مسؤولة عن مختبر الحرارة التابع للقسم. حصل المختبر على منح من مديرية هندسة البوليمر واللجنة الفرعية للمباني (كانت ستوكس عضوًا في هذه اللجنة في عام 1982) ومن مجلس بحوث العلوم والهندسة ومؤسسة بحوث المباني في وزارة البيئة. مولت هذه المنح دراسة استقصاء كيفية تأثير الرطوبة في جدران التجويف على عزل المحيط. لم يكن أحد يعرف الكفاءة الدقيقة للمواد العازلة البوليمرية القياسية آنذاك، لأن البيانات تستند إلى مادة في حالة «جافة». قادت ستوكس فريقًا للحصول على بيانات تجريبية من شأنها أن تسمح للبناة بحساب مستوى قياسي من العزل. خلصت الدراسة إلى أنه يمكن نمذجة نقل الحرارة في المباني من خلال نماذج حالة بسيطة أحادية البعد وثابتة.
في عام 1982، قدمت ستوكس برنامجًا تلفزيونيًا للجامعة أظهر فائدة هذه النماذج البسيطة للتوصيل الحراري. بُث البرنامج لأول مرة على قناة بي بي سي في صباح يوم 3 مايو 1982 وكان جزءًا من ساعة جامعية معتمدة حول نقل الحرارة. في ثمانينيات القرن العشرين، واصلت ستوكس نشر بحوث عن الخصائص الحرارية لمواد البناء. في إحدى الدراسات التي أجرتها مع أنتوني سيمبسون، وجدوا أن شكل تضمين الهواء داخل الخرسانة له أثر على الموصلية الحرارية للخرسانة. حظي هذا الاكتشاف بدراسة أكبر مع شركة بريتيش بتروليوم وأسفر عن منح براءة اختراع مشتركة لمادة حشو عازلة حراريًا.  بحلول مايو 1986، حصلت ستوكس على منصب فيزيائي معتمد في معهد الفيزياء وبحلول سبتمبر 1988، تقاعدت من منصبها في الجامعة.